# Max Arthur Stremel

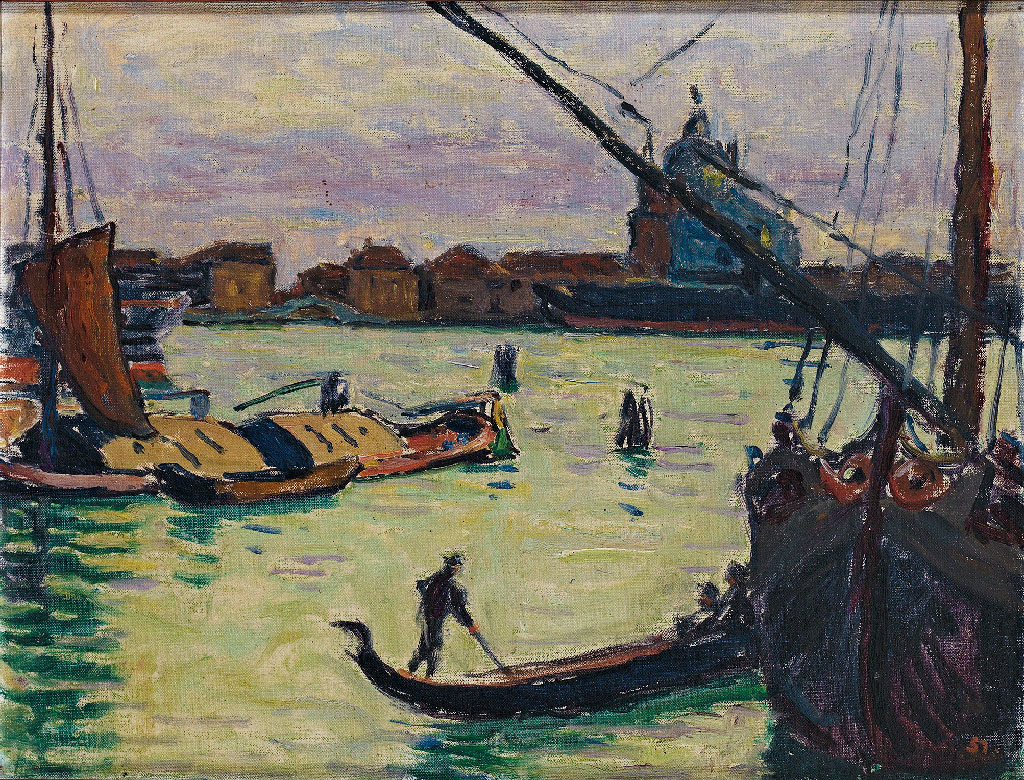
Giudecca, Venedig, Kanalansicht, 1914

Max Arthur Stremel (* 31. Oktober 1859 in Zittau; † 26. Juni 1928 in Ulm) war ein deutscher Maler und Graphiker. Sein Stil lag zwischen Realismus und Impressionismus. Er gehört zu den bedeutendsten deutschen Vertretern des Pointillismus.

## Leben und Werk
Max Stremel besuchte das Gymnasium in Zittau und schloss sich anschließend dem Dresdner Kadettenkorps an. Ab 1877 absolvierte er ein Studium der Malerei an der Akademie der Bildenden Künste München. 1879 erfolgte ein Studienabbruch und die Studienreise zusammen mit dem mit ihm befreundeten Fritz von Uhde nach Paris, wo er Schüler des realistischen Malers Mihály von Munkácsy wurde und dort bis 1887 blieb (während der Sommer in Knokke, Belgien). Anschließend hielt Stremel sich in München (1887–1889), Dachau, Eppan (Südtirol), Dresden (1896–1899), Hyères (Südfrankreich) und Venedig auf. Zwischen 1907 und 1918 war er wieder in München bzw. in Pasing, wo er zeitweise unweit seines Freundes Otto Julius Bierbaum wohnte. In der Folge lebte er bis zu seinem Tod 1928 in Ulm.
1890 erfolgte eine erste Ausstellung in München sowie weitere zahlreiche Ausstellungen in anderen Städten. Er malte in der Frühzeit, beeinflusst von Fritz von Uhde in dessen heller, impressionistischer Manier (Interieurs), wandte sich jedoch ab 1896 infolge der Bekanntschaft mit Camille Pissarro ebenso wie bereits vorher sein Freund Paul Baum dem Pointillismus zu.
Max Arthur Stremel war Mitglied der Münchener Secession, im Deutschen Künstlerbund, an dessen Ausstellungen er sich ab 1904 beteiligte und in der Berliner Secession, an deren Ausstellungen er ab 1907 teilnahm. Er blieb auch nach der Gründung der Freien Secession weiterhin in der Berliner Secession. In Ulm wurde er bald nach deren Gründung Mitglied der Künstlergilde Ulm.

## Auszeichnungen
- 1918: Verleihung des Professorentitels durch das königlich-sächsische Innenministerium.

## Werke (Auswahl)
- Vlämisches Zimmer; im Besitz der Staatlichen Kunstsammlungen Dresden
- Bildnis einer Bäuerin; im Besitz der Staatlichen Kunstsammlungen Dresden
- Klostersakristei Ottobeuren; im Besitz der Städtischen Museen Zittau
- Interieur aus dem Schloß Kirchberg; im Besitz der Städtischen Museen Zittau
- Belgischer Gutshof; im Besitz des Museums Bautzen
- Innenraum in Weiß; im Besitz des Museums Bautzen
- Im Bäckerladen; im Besitz des Kulturhistorischen Museums Görlitz
- Kornernte; im Besitz des Ulmer Museums
- Sächsische Landschaft; im Besitz des Ulmer Museums
- Zimmer mit blauer Tapete; im Besitz des Ulmer Museums
- Frau Stremel; im Besitz des Ulmer Museums
- Frauenbildnis; im Besitz des Ulmer Museums
- Landschaft bei Wasserburg; im Besitz des Ulmer Museums
- Knabenbildnis Eberhard Bilger; im Besitz des Ulmer Museums